# ماریون روس
 ماریون روس (انگلیسی: Marion Ross؛ زادهٔ ۲۵ اکتبر ۱۹۲۸) یک هنرپیشه اهل ایالات متحده آمریکا است. وی از سال ۱۹۵۳ میلادی تاکنون مشغول فعالیت بوده‌است.
از فیلم‌ها یا مجموعه‌های تلویزیونی که وی در آن‌ها نقش داشته است می‌توان به نورچشمی معلم و عملیات زیرپیراهنی زنانه اشاره نمود. وی در چند قسمت از کارتون باب اسفنجی شلوار مکعبی صداپیشه مادر بزرگ باب اسفنجی بوده است.